# 八里三交流道
八里三交流道為臺灣台61線的交流道，位於新北市八里區，指標為6k。

|  | 6 八里三 |  | 八里 |

## 外部連結
- 台61線八里二交流道、八里三交流道示意圖 （页面存档备份，存于）（交通部公路總局）